# Clusterina
La clusterina és una glicoproteïna heterodímera, és a dir, una proteïna formada per dues cadenes polipeptídiques diferents (alfa i beta), que estan enllaçades mitjançant ponts disulfur. Conté 449 aminoàcids i és altament conservada en les espècies.
Aquesta enigmàtica proteïna té una distribució tissular quasi omnipresent, i està relacionada amb una gran quantitat de processos biològics. Com a breu presentació d'aquesta molècula, s'hi nombraran alguns en el present apartat.
És capaç de formar complexos de lipoproteïnes d'alta densitat amb l'apolipoproteïna AI, participa en la reacció del complement terminal, en la unió cel·lular i serveix com un constituent de grànuls en les cèl·lules neuronals i endocrines. Pel que fa a la forma secretada, es troba en el sistema reproductor masculí i en el lumen dels conductes tubulars epitelials. Així pot portar a terme funcions importants en la remodelació tissular, la defensa immune i el transport de pèptids biològicament actius. Experiments en què s'han fet variar els nivells de clusterina han portat a suggerir que participa en la membrana lipídica de reciclatge, en la mort cel·lular programada, i com una proteïna xaperona secretada induïda per l'estrès, entre d'altres. La qüestió de si clusterina és una proteïna multi funcional, o si en canvi realitza una única funció primària influenciada pel context cel·lular, segueix essent una incògnita en l'estudi d'aquesta molècula inusual.
El gen que codifica la clusterina és representat per les lletres CLU. Segons la seva estructura pot produir tres tipus diferents de proteïna. La forma sCLU, que és la més comuna, és secretada i, per tant, és present en els fluids fisiològics; les altres dues, en canvi, tenen localització nuclear (nCLU) o citoplasmàtica (cCLU). La complexitat funcional de la molècula queda demostrada en el següent cas: mentre la sCLU prevé la mort cel·lular, la nCLU provoca la mateixa. És a dir,en una de les seves moltes involucracions cel·lulars, paradoxalment les dues formes tenen funcions antagòniques.

## Localització
La clusterina pertany a una família de proteases de tipus quimotripsina que van des dels bacteris fins als éssers humans. Van ser identificades per primera vegada en bacteris i més tard en els mamífers. Participa en el component de control de qualitat de la proteïna en sistemes procariotes i com a reguladora de diverses vies de senyalització en els mamífers.
En particular, la clusterina està implicada en la migració cel·lular, la invasió al trofoblast, encara que els mecanismesmoleculars responsables del control de la proliferació del trofoblast no estan clars. S'accepta en general que en l'activitat simultània de les proteïnes implicades en la proliferació cel·lular, l'apoptosi, i la degradació de la matriu extracel·lular la clusterina té un paper important. La clusterina apareix en un baix nivell d'expressió en el primer trimestre de gestació i augmenta en el tercer trimestre. Finalment, per microscòpia electrònica, s'ha revelat que la clusterina es troba ja sigui en el citoplasma de les cèl·lules de la placenta, especialment prop de microvellositats que caracteritza la membrana plasmàtica de les cèl·lules de sincitiotrofoblast, o en l'espai extracitoplasmàtic de l'estroma de les vellositats de la placenta. El patró d'expressió de clusterina en placentes humanes suggereix un paper per a aquesta proteïna en el desenvolupament i la funció placentària. D'altra banda es pot dir que aquesta proteïna està relacionada amb diferents objectius de la placenta, tals com a factors de creixement o proteïnes intracel·lulars de la matriu extracel·lular i per afavorir la formació i la funció correcta d'aquesta.
També està implicada en la progressió tumoral, la citotoxicitat induïda per la quimioteràpia, l'osteoartritis, la degeneració macular associada a l'edat, i la patogènia de la malaltia d'Alzheimer.
És una proteïna induïda per xocs de calor que es comporta com una xaperona a baixa temperatura i com una proteasa a altes temperatures per ajudar a eliminar les proteïnes desplegades durant el xoc de calor.
La clusterina està associada als microtúbuls i modula l'estabilitat d'aquests. La regulació a la baixa de la clusterina promou la motilitat cel·lular, mentre que una major expressió d'aquesta l'atenua. Aquests resultats ofereixen una identificació original de la clusterina com una proteïna associada als microtúbuls i proporcionen idees en el paper de la clusterina en la regulació de la motilitat cel·lular mitjançant la modulació de l'estabilitat dels microtúbuls.
L'arquitectura molecular única de la clusterina ha evolucionat per a ser mitjancera en aspectes crítics del control de qualitat de la proteïna. La unió d'un domini d'aquesta amb un domini al pèptid carboxil-terminal li dona a la membrana citoplasmàtica factors cel·lulars de notable plasticitat estructural i funcional que permeten a les cèl·lules respondre ràpidament a la presència de polipèptids mal plegats.
Els mastòcits són fonts riques de proteases, tals com triptases i quimases que controlen molts processos fisiològics i patològics, per exemple la permeabilitat vascular, la proliferació de cèl·lules de múscul llis o remodelació de la matriu extracel·lular. En un intent d'identificar nous gens que estiguessin altament regulats durant la diferenciació dels mastòcits de la mucosa, es va detectar la clusterina com una nova proteïna en els mastòcits, per aquest motiu pot ser que la clusterina participi en la remodelació extracel·lular induïda per aquests.
Encara que, l'anàlisi sistemàtica dels seus possibles substrats en el sistema biològic continua faltant, alguns estudis han proporcionat idees inicials sobre el substrat d'identificació i caracterització funcional de la clusterina en la patogènesis de diverses malalties.

## Formació i estructura
El gen que codifica la proteïna es troba en el cromosoma 8 en la banda p21-p12 i s'expressa en la majoria de teixits dels mamífers, però on se'n troba més és en els fluids com el plasma sanguini, l'orina, el fluid cerebroespinal o el semen.
El gen de la clusterina fa 17.876 bp de llarg i té 10 exons en total, que és la part del gen que un cop transcrit a RNAm seguirà estant-hi quan s'hagi fet el procés de maduració. El RNAm té dues isoformes (NM-001831, 2859 bp; i NM-203339, 2979 bp), ja que els dos primers exons són alternatius i la resta són comuns en les dues isoformes. El RNAm de la clusterina té tres punts de començament de traducció (ATG), un en el primer exó, un en el segon exó i un en el tercer. La proteïna més comuna és la que la traducció comença en el ATG de l'exó 2 i és una proteïna que serà secretada. En canvi, els altres dos punts de començament de traducció són menys comuns i no completament clars. Algunes evidències suggereixen que les proteïnes formades són proteïnes nuclears.

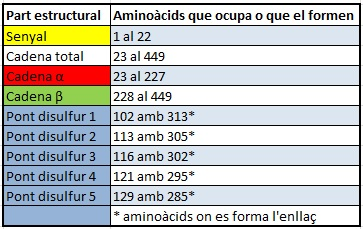
Taula que mostra el número d'aminoàcids de cada part esctructural i on es formen els ponts disulfur (quins aminoàcid s'uneixen de cada cadena).

La cadena polipeptídica de la clusterina nuclear no és inicialment glucosada i el seu destí final, després de la glucosilació, és el nucli (tal com diu el nom). Hi ha evidència de l'existència de dues clusterines nuclears de diferent mida (~50 kDa i ~60 kDa) i això es podria explicar per la diferència d'on comença la traducció, que en unes és al primer exó i en les altres és al tercer.
La cadena polipeptídica de la clusterina presecretora (isoforma amb ATG a l'exó 2) primer passa pel reticle endoplasmàtic, on és glicosilada. La proteïna resultant sCLU (~75-80 kDa) és una glicoproteïna heterodinàmica formada per una cadena peptídica alfa i una cadena peptídica beta unides per 5 ponts disulfur.
Per formar la proteïna madura resultant primer es dona un procés proteolític en què es talla el senyal de 22 aminoàcids de la cadena peptídica i es talla la cadena restant donant lloc a les dues cadenes peptídiques α i β per separat. Aquestes dues cadenes es disposen en antiparal·lel. En el centre de la cadena α hi ha una hèlix superenrotllada, un centre ric en cisteïna i una α-hèlix. En el centre de la cadena β hi ha una altra hèlix superenrotllada, un centre ric en cisteïna i dues α-hèlix. Les dues cadenes disposades antiparal·lelament s'uneixen mitjançant 5 ponts disulfur en els centres de cisteïna de cada cadena. A la molècula se li afegeixen sucres (oligosacàrids) diferents en sis punts concrets mitjançant un enllaç N-glicosídic, que consisteix a enllaçar un oligosacàrid a un àtom de nitrogen de la cadena peptídica. Aquests glícids constitueixen el 30% de la massa de la proteïna clusterina madura.

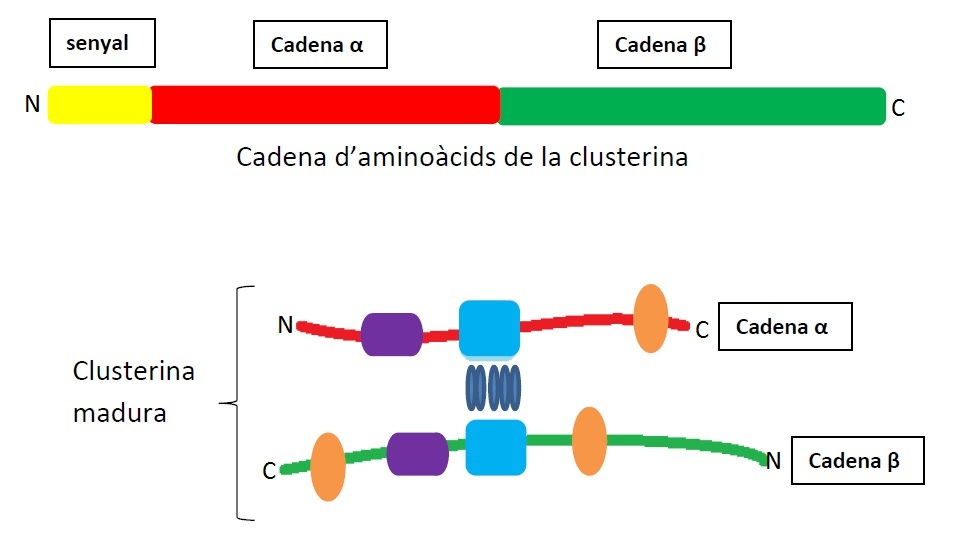
L'esquema mostra la cadena peptídica de la proteïna clusterina, formada per un senyal (groc) i dues cadenes: l'alfa (vermell) i la beta (verd). Sota hi ha l'estructura de la proteïna madura, quan ja ha patit l'eliminació del senyal i la separació en les dues cadenes i aquestes s'han unit mitjançant 5 ponts difulfur (blau fosc) on hi ha els centres rics en cisteïna de cada cadena (blau fluix). Cada cadena té alfa-hèlix (taronja) i alfa-hèlix superenrotllades (lila).

## Funció
La clusterina és una glicoproteïna identificada per primer cop l'any 1983 com una proteïna que afavoria la conglomeració d'eritròcits a la sang (en anglès conglomeració, cluster, d'aquí l'origen del nom) però tot i això es desconeix el complet funcionament d'aquesta proteïna. Revelar la importància biològica de la clusterina no és fàcil degut a la seva alta interacció amb una gran varietat de molècules (lípids, proteïnes amiloides, components del complex d'atac a la membrana, immunoglobulines i fins i tot ella mateixa)i la gran quantitat de processos en els quals es creu que intervé. Entre aquests processos es troben el transport de lípids, el reciclatge de membranes, l'adhesió cel·lular i la mort cel·lular programada, l'apoptosi. Posteriorment, s'ha proposat el tractament de la clusterina com una proteïna de xoc tèrmic semblant a les xaperones, és a dir com una proteïna protectora de la cèl·lula. Aquest paper citoprotector s'observa quan la cèl·lula és sotmesa a estrés tèrmic, oxidatiu o mecànic i també presenta un caràcter protector contra agents citotòxics. L'expressió de la clusterina de secreció és baixa en la majoria de cèl·lules en condicions normals i és estimulada especialment per aquests factors estressants. Tot i això, no totes les formes de clusterina mostren propietats benignes en el context cel·lular. Les dues isoformes que la clusterina pot presentar estan estretament relacionades amb el seu paper apoptòtic i ambdues presenten accions antagòniques quant a la mort cel·lular programada.
S'ha observat que una forma de 55kDa de clusterina amb radiació induïda ha actuat com a diana cap al nucli per transmetre un senyal d'apoptosi. Per una altra banda, la clusterina pot actuar com a agent antiapoptòtic mitjançant la interacció amb la proteïna BAX, evitant que aquesta s'uneixi amb la membrana mitocondrial externa i dugui a terme la seva funció proapoptòtica. En aquest sentit, la sobrexpressió de la clusterina podria estar relacionada amb la proliferació de tumors, ja que s'evita l'erradicació de cèl·lules canceroses. Es troben estudis que demostren que l'absència de clusterina redueix la mort cel·lular en hipòxia isquèmica cerebral, suggerint que la clusterina augmentaria el dany cerebral. Però per altra banda, l'absència de la clusterina intensifica el dany de la miocarditis autoimmune, fet que podria estar relacionat amb el paper protector que desenvolupa també la mateixa clusterina. És possible llavors que la clusterina actuï tant com a promotor o inhibidor de la mort cel·lular programada depenent del tipus d'organisme i el context tractats.

## Patologies associades
La clusterina, a conseqüència del gran nombre de funcions que realitza, està relacionat amb diverses patologies. En les pròximes línies s'explica, superficialment, la intervenció de la clusterina en algunes de les més rellevants.

### Alzheimer
Els estudis mostren que les persones amb Alzheimer tenen major concentració d'ARN missatger que codifica la clusterina, i per tant, major concentració de clusterina en sang. La clusterina contribueix a l'Alzheimer a través de diverses vies, incloent l'agregació d'amiloide - β i la neteja, el metabolisme lipídic, la neuroinflamació, i el control del cicle cel·lular i l'apoptosi neuronal. Tot i que està demostrat l'important rol de la clusterina en el procés patogen de l'Alzheimer, encara s'hi presenten incògnites.

### Càncer
Se sap que la inhibició de la clusterina augmenta els efectes citotòxics d'agents quimioteràpics. Tanmateix la clusterina és una proteïna que se sobreexpressa després de la quimioteràpia intensiva i té un paper clau en les defenses antiapoptòtiques contra l'estrès cel·lular induït per la quimioteràpia.